# تقطيع اللحم

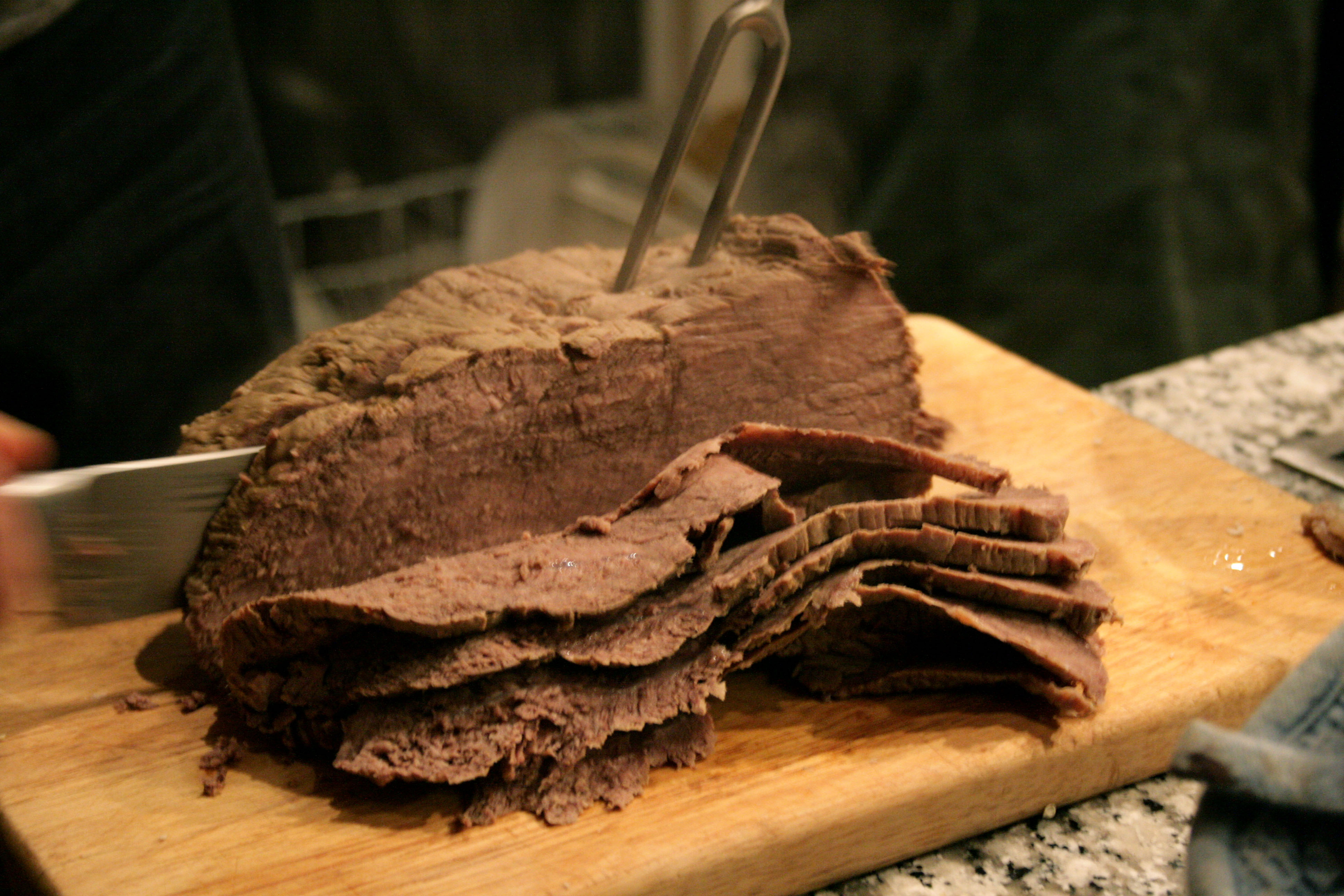
Tafelspitz, طبق نمساوي مقطع.

تقطيع اللحمهي عملية ومهارة سواء اللحم المشوي أو الدواجن للحصول على أكبر  عدد أو عدد كافي  من قطع اللحم، وذلك باستخدام سكين تقطيع كبير أو آلة تقطيع       اللحم إلى شرائح، ومقطع  اللحم يفصل اللحم والشرائح إلى قطع منتظمة الشكل. حيث يعتبر تقطيع اللحم أحيانا مهارة لمائدة العشاء الخاصة.  